# Berberis ruscifolia
Berberis ruscifolia är en berberisväxtart som beskrevs av Jean-Baptiste de Lamarck. Berberis ruscifolia ingår i släktet berberisar, och familjen berberisväxter. Inga underarter finns listade i Catalogue of Life.